# Ровенко, Александр Иванович
Алекса́ндр Ива́нович Рове́нко (11 сентября 1942 — 12 февраля 2005) — музыковед, композитор, доктор искусствоведения, профессор. Автор научных трудов по теории полифонии и контрапункта, пропагандист новейших информационно-компьютерных технологий в области музыкального искусства.

## Краткая биография
Александр Ровенко родился в городе Пенза (Россия) в семье военного. Служба отца — Ивана Владимировича Ровенко — вынуждала семью переезжать из города в город, каждый учебный год для детей начинался в новой школе (Россия, Азербайджан, Молдавия, Украина). Музыкой Александр начал заниматься с 13 лет. Учеба давалась легко, все школы были закончены с отличием.
1964—1969 — студенческие годы в Одесской государственной консерватории имени А. В. Неждановой (ныне Одесская государственная музыкальная академия им. А. В. Неждановой) по специальности «музыковедение» (класс профессора Г. Н. Вирановского). Параллельно занимался композицией в классе профессора С. Д. Орфеева, ученика композитора Н.Н.Вилинского.
С 1970 года — аспирант Государственного музыкально-педагогического института имени Гнесиных (ныне Российская академия музыки имени Гнесиных) в классе профессора Ф. Г. Арзаманова (закончил в 1973 году). В 1975 году состоялась защита кандидатской диссертации «Стреттная имитация. Теоретические, стилевые и методические основы».
Вскоре после окончания докторантуры (1984) Московской государственной консерватории им. П. И. Чайковского (руководитель — профессор Е. В. Назайкинский), А. И. Ровенко защитил докторскую диссертацию на тему: «Танеевские принципы в современной теории контрапункта и имитации» (1990). Знаменательно, что Александр Ровенко стал первым в Одессе музыковедом, удостоенным ученой степени доктора искусствоведения.
С 1972 года вел педагогическую работу в Одесской государственной консерватории им. А. В. Неждановой. Ровенко принадлежит разработка специальных курсов по полифонии, информатике и компьютерной музыке. Под его руководством подготовлены многие дипломные и магистерские работы молодых музыковедов. Собственный профессиональный рост подтверждался присвоением ученых званий доцента (1979), профессора (1986). В течение многих лет А. И. Ровенко возглавлял один из важнейших участков вуза — был проректором по научной работе консерватории (1985—2001).
В 2002 году переехал на постоянное жительство в Германию.

## Научная деятельность
А. И. Ровенко проявил себя как одаренный исследователь ещё в студенческие годы. В 1967 году он стал первым в Одесской консерватории студентом-музыковедом, отмеченным на Всесоюзном конкурсе на лучшую студенческую работу грамотой Министерства высшего и среднего специального образования СССР.
Александр Ровенко — автор более ста научно-методических трудов и музыкально критических статей. Одно из основных направлений в его научных интересах — развитие теоретических идей уникального исследования С. И. Танеева «Подвижной контрапункт строгого письма».
В числе наиболее значимых работ А. И. Ровенко — учебное пособие «Практические основы стреттно-имитационной полифонии» (Москва, 1986). Впоследствии, по инициативе известного музыковеда и композитора Отфрида Бюзинга [Otfried Büsing], оно было переведено на немецкий язык (переводчик Андреас Вермайер [Andreas Wehrmeyer]) и издано в Германии Берлинским издательством Эрнста Куна [Verlag Ernst Kuhn].
По предложению Методического кабинета Министерства культуры СССР Александром Ровенко были созданы учебные программы по полифонии для средних специальных музыкальных школ (Москва, 1988) и музыкальных вузов (Москва, 1978 и 1988).

## Основные научные работы
- Провідний голос у поліфонічній фактурі // Українське музикознавство, № 9. — Київ: Музична Україна, 1974.
- Ведущий голос в полифонии // Вопросы полифонии и анализа музыкальных произведений: Сб. тр. / ГМПИ им. Гнесиных. — М., 1976. — Вып. 20.
- Признаки ладогармонического единства в современной полифонической композиции // Вопросы полифонии и анализа музыкальных произведений: Сб. тр. / ГМПИ им. Гнесиных. — М., 1976. — Вып. 20.
- Стреттна имітація. — Київ: Музична Україна, 1976. - 88с.
- Теоретические основы стреттно-имитационной полифонии Бартока // Теоретические проблемы полифонии: Сб. тр. / ГМПИ им. Гнесиных. — М., 1980. — Вып. 52.
- Научные основы скрытого многоголосия // Полифоническая музыка. Вопросы анализа. Сб. тр. / ГМПИ им. Гнесиных. — М., 1984. — Вып. 75.
- К методологии музыкознания. // Советская музыка, № 7. — М., 1985. — В соавторстве с Е. В. Назайкинским и Ф. Г. Арзамановым.
- Практические основы стреттно-имитационной полифонии: Учеб. пособие. — М.: Музыка, 1986. — 151 с.
- Концепция нового направления развития музыкально-компьютерных систем и нового музыкально-ориентированного языка программирования // Одесский музыковед. — Одесса, 1993.
- О творческой основе взаимосвязи искусства и науки. — М., 2001.
- С. И. Танеев — исследователь контрапункта. — М.: Изд-во РАМ им. Гнесиных, 2001. — 64 с.
- Grundlagen der Engführungskontrapunktik. Musicologica Berolinensia. Bd 12. Verlag Ernst Kuhn. Berlin, 2004. 241 s.

О научном авторитете А. И. Ровенко свидетельствует и тот факт, что специализированные ученые советы Киева, Москвы, Вильнюса и Минска назначали его официальным оппонентом по защите 10-ти докторских и 14-ти кандидатских диссертаций.
Как специалист в области теории многоголосия, полифонии и контрапункта Александр Ровенко известен во многих странах. По материалам своих книг и статей он выступал с лекциями в Финляндии, Китае и Германии.

## Творчество
А. Ровенко — автор ряда музыкальных произведений для хора, струнного оркестра, фортепиано, виолончели, органа и др. Победитель международного конкурса во Флоренции (Италия, 2001). Его сочинения звучат в концертных залах разных стран, неоднократно исполнялись на ежегодных международных фестивалях «Два дня и две ночи новой музыки» (Одесса).

## Музыкальные сочинения
- «Бег с препятствиями» для фортепиано (1970)
- «Экспрессии» для виолончели соло (1977)
- «Пентамима» для струнного оркестра. (1999)
- «Палиндром на тему BACH» для струнного оркестра (2000)
- «Посвящение Баху» — Барок-соната (2000)
- «Тень и Свет» — Фуга a la Barocco (2002)
- «Игры для открытых струн и литавр» (2003)

## Аранжировки
- М. Равель — Павана (для ф-но и струнного оркестра)
- И. С. Бах — Адажио из Сонаты для органа (для гобоя и струнного оркестра)
- Ф. Шопен — Ноктюрн (для ф-но и струнного оркестра)
- Ц. Франк — «Panis angelicus» (для голоса, детского хора и симфонического оркестра)
- Э. Вилла-Лобос — Бразильская Бахиана (для голоса и струнного оркестра)
- Д. Гершвин — «For you, for me, for evermore» (для струнного оркестра)
- F. Sartori — «Con te partiro» (для голоса и струнного оркестра)
- J. Burke, J.van Heusen — «Moonbeams» (для саксофона и струнного оркестра)

## Педагогическая работа
Свои лекции А. И. Ровенко насыщал оригинальными научными идеями, которые не всегда входили в действующие учебники. С 1989 года он активно внедряет в учебный процесс консерватории новейшие информационно-компьютерные технологии, применительно к специальности музыканта, по составленной им программе, принципиально ориентированной на гуманитариев. Был инициатором создания на базе консерватории проблемной научно-исследовательской лаборатории по разработке учебных компьютерных программ в музыкально-теоретической сфере. Среди созданных в лаборатории компьютерных продуктов — «Энгармоническая машина» — уникальная программа, разработанная при участии известных специалистов, получившая высокую оценку в Германии, Голландии, Финляндии, Израиле и Китае.
Обширна и разнообразна тематика дипломных и диссертационных работ, подготовленных под руководством А. И. Ровенко: она охватывает почти все, наиболее важные этапы развития полифонической музыки (от строгого стиля эпохи Возрождения до современности). Ученики А. И. Ровенко успешно работают в различных областях культуры, искусства, музыкального образования Украины, России, других стран мира.
За значительные успехи в перестройке учебно-воспитательного процесса, обновлении его в направлении современных достижений науки и культуры, создании спецкурсов А. И. Ровенко присуждена премия Государственного комитета СССР по народному образованию (1988), а за заслуги в сфере высшего образования СССР он награждён нагрудным знаком «За отличные успехи в работе». За годы работы был награждён многочисленными почетными грамотами.

## Общественная и просветительская деятельность
А. И. Ровенко активно занимался просветительской работой. Ещё в студенческие годы ездил на шефские концерты. Читал лекции о музыке в университетах культуры, от общества «Знание». Участвовал во многих телевизионных передачах.
С 1977 года — член редакционной коллегии научно-методического сборника Академии наук и министерства культуры Украины «Українське Музикознавство».
С 1978 года — член Союза композиторов СССР и Украины. Был выбран в республиканскую комиссию по упорядочению творческого наследия. Подготовил к изданию книгу известного украинского композитора и музыковеда С.Д Орфеева «Леонтович и украинская народная песня» (Киев, 1981). Активно содействовал изданию на Украине книги выдающегося русского музыковеда С. С. Скребкова «Теория имитационной полифонии» (Киев, 1983).
Член Ассоциации Новой музыки (АНМ).
Председатель жюри Международного конкурса молодых композиторов «Маэстро» (Симферополь, Украина, 2001).